# Ferenc Deák
|  | Aquest article tracta sobre el polític hongarès. Si cerqueu el futbolista, vegeu «Ferenc Deák (futbolista)». |

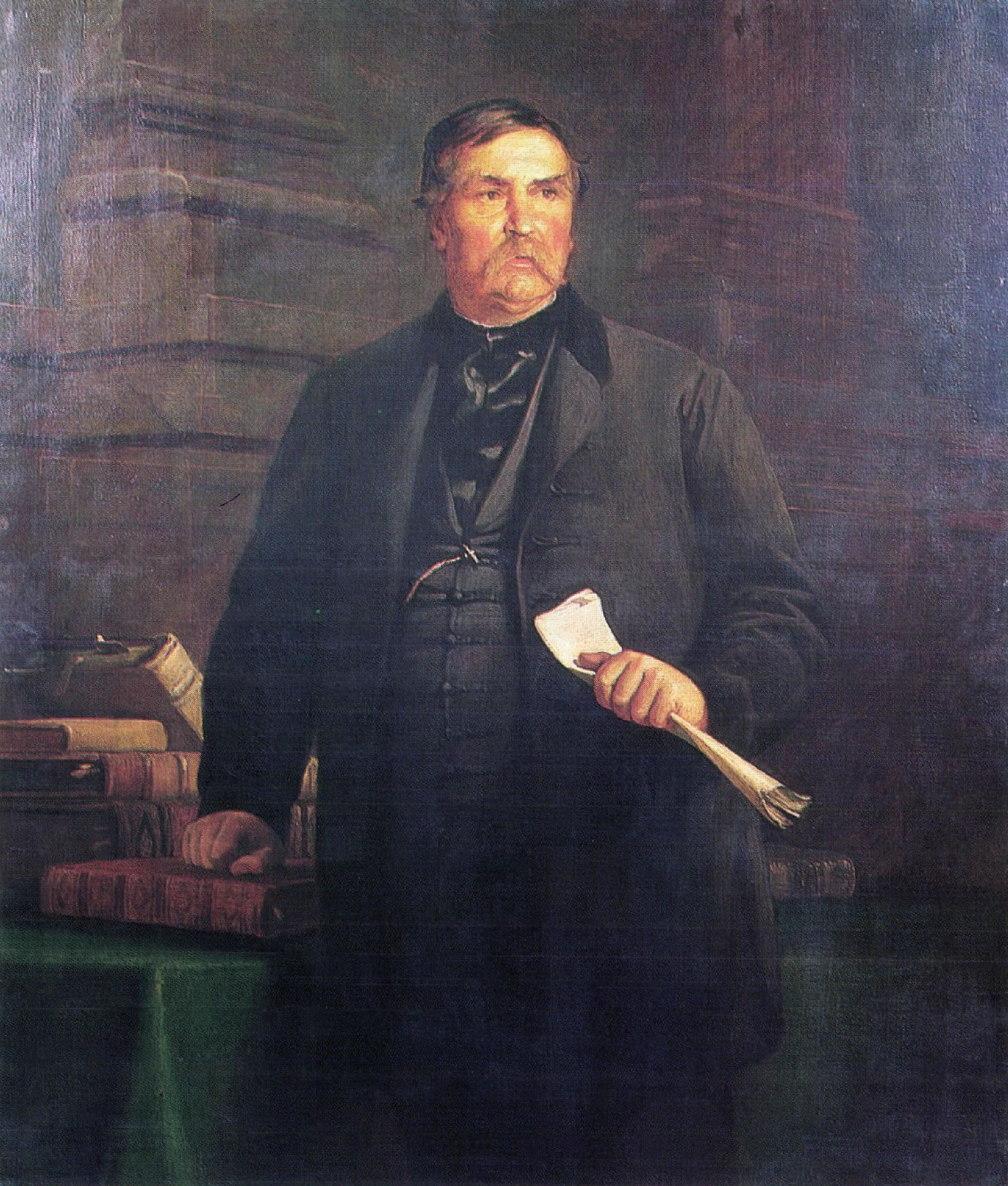
Deák Ferenc el 1869

Ferenc Deák (en hongarès Deák Ferenc), (17 d'octubre de 1803, Söjtör - 28 de gener de 1876, Budapest), fou un home d'estat hongarès, conegut com l'Home Savi de la Nació.
Començà en l'àmbit de la política el 1833 quan atengué a l'assemblea de Pressburg en substitució del seu germà gran. Això fou el començament de la carrera d'una de les persones més importants de la política hongaresa de 1840. El seu nom fou conegut com a resultat de la seva implicació amb Miklós Wesselényi i el seu èxit en declarar el dret de l'assemblea hongaresa a crear lleis.
Fou involucrat en la creació de les lleis de l'Assemblea (1839-40) i va ser nomenat membre honorari de l'Acadèmia Hongaresa de les Ciències. Després de la mort de son germà el 1842 va alliberar els seus servents i voluntàriament pagà impostos per mostrar la seva sinceritat i convicció en les seves reformes.
El 1846 després del final sagnant de l'aixecament Galitzià-Polonès els reformistes guanyaren popularitat i publicaren el "Ellenzéki nyilatkozat", el Manifest de l'Oposició, sota el nom de Deák, quan realment aquest fou creat per Kossuth. Durant la revolució de 1848 Deák restà pacífic i s'oposà a la violència com a eina política. Acceptà una posició en el govern de Batthyány principalment per a mostrar el seu suport a aquest.
Després de ser destituït esdevingué el líder de la resistència passiva. Amb l'ajuda d'István Széchenyi va poder tornar a liderar la política hongaresa des de Budapest. Donà suport al Compromís Austrohongarès (1867) amb tota la seva força. Després de 1867 la seva salut empitjorà; la contínua feina i els atacs rebuts consumiren la majoria de la seva vitalitat. Les seves idees reformistes sovint foren rebutjades pel Parlament.
Morí el 28 de gener de 1876, i el Parlament creà una llei per tal de recordar el seu servei i ordenà que una estàtua fos creada a partir de donacions nacionals.

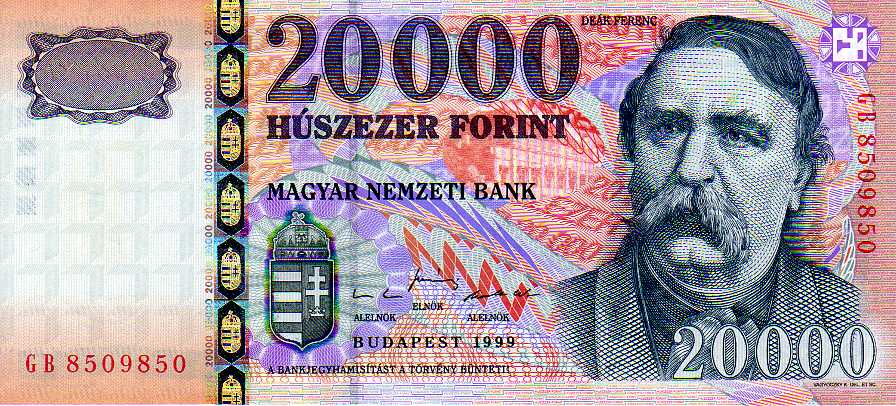
Deák apareix al bitllet de 20 000 forint.